# وانگ زی-پینگ
وانگ زی-پینگ (چینی: 王子平؛ ۱۸۸۱–۱۹۷۳) یک استادِ هنرهای رزمی چینی و طب سنتی چین و از مسلمانان چین بود.
او رد سال ۱۹۲۸ میلادی رئیس بخش شائولین کونگ‌فو در «مؤسسهٔ هنرهای رزمی» و همچنین معاون «انجمن ووشوی چین» بود.
شهرت او به‌دلیلِ مهارت و استادی‌اش در «چاچوان»، «خوآچوئن»، «کونگ‌فوی پلنگ»، «باجی چوئن» و «تای چی چوان» است. او همچنین یک استادِ ووشو بود.